# Strem
Strem (en húngaro: Strém) es una ciudad localizada en el Distrito de Güssing, estado de Burgenland, Austria.
- Datos: Q537140
- Multimedia: Strem / Q537140

1. ↑  Worldpostalcodes.org, código postal n.º 7522.